# Tidslinje for Centralasien
Tidslinjen for Centralasiens historie dækker et kæmpestort, geografisk område, og landenes historie er lang. Derfor er tidslinjen et værktøj, der kan skabe et overblik over begivenhedernes rækkefølge og kronologi. Når randområder som Mellemøsten, Indien, Kina og Østeuropa nævnes her, skyldes det den kendsgerning, at begivenheder dér har haft betydning helt ind i Centralasien – og omvendt.
- ca. 1200 f.Kr. Kimmererne indleder besættelsen af de sydrussiske stepper.
- ca. 700 f.Kr. Skyterne fordriver kimmererne fra steppeegnene.
- 6. århundrede f.Kr. Achaemeniderne (Dareios 1. og Kyros) fra Persien indleder invasionen i Transoxanien.
- 4. århundrede f.Kr. Sarmaterne integrerer skyterne.
- 329-28 f.Kr. Grækerne under Alexander den Store invaderer Transoxanien. Det skaber grundlaget for seleukideriget i Baktrien og Sogdiana.
- 250 f.Kr. Partherne erobrer Sogdiana fra grækerne, som nu kun fastholder Baktrien.
- 206 f.Kr. Handynastiet sætter sig fast i Kina.
- ca. 200 f.Kr. Folkeslaget Hsiung-nu (senere kendt som hunnerne?) viser sig ved Kinas vestlige grænser.
- 174-161 f.Kr.Hsiung-nu angriber Yüeh-chih (kendt i vesten som tokarerne) og driver de mud af Gansu.
- 141-128 f.Kr. Yüeh-chih flygter foran Hsiung-nu og invaderer det græko-baktriske kongerige, som nu får navnet Tokaristan.
- 138 f.Kr. De første, kinesiske udsendinge til Ferganadalen ledes af Chang Chien.
- 121 f.Kr. Kineserne under general Ho Chu-ping besejrer Hsiung-nu.
- 106 f.Kr. Diplomatiske forbindelser etableres mellem kineserne og perserne.
- 102 f.Kr. Kineserne erobrer Kokand.
- 51 f.Kr. Hsiung-nu opdeles i to horder, hvor den østlige horde er under kinesisk overhøjhed.
- 48 Hsiung-nus kejserrige går i opløsning.
- Ca. 50 Kujula Kadphises forener Yüeh-chih og skaber Kushanriget, der strækker sig fra Persien til Transoxanien og videre til den øverste del af Indusdalen, og som har buddhismen som dominerende religion. Senere udvides territoriet til at omfatte Tarimbækkenet.
- 97 Kinesiske hære når det Kaspiske hav.
- Det 3. århundrede Kushan- og Partherrigerne er i tilbagegang, og Sogd og Bactrien bliver en del af Persien under Sassanidedynastiet.
- 220 Afslutningen på Handynastiet i Kina.
- 226 Sassaniderne omstyrter partherne i Persien.
- Det 4. århundrede Det mongolsk Juan-juan-rige oprettes i Mongoliet.
- Ca. 370 Hunnerne invaderer Europa fra den centralasiatiske steppe.
- 440 Heftalitterne (= “de hvide hunner”, senere kendt i Europa som avarerne) flytter sydpå fra Altajområdet og besætter Transoxanien, Baktrien, Khurasan og det østlige Persien.
- Ca. 460 Heftalitterne besejrer kushanriget og invaderer Indien.
- 552 Tyrkiske folkeslag ødelægger Juan-juan-riget og skaber det tyrkiske Khaganat, formelt opdelt i det vestlige og det østlige Khaganat.
- 553-568 Tyrkerne og Sassaniderne går i forbund for at ødelægge heftalitternes rige.
- Sent i det 6. århundrede Heftalitterne flytter vestpå til den russiske steppe og danner avarernes khaganat.
- 570 Muhammeds fødsel.
- 572-591 Tyrkerne og byzantinerne går i forbund mod Sassaniderne.
- 576 Tyrkerne invaderer Kaukasus og skaber khazarernes khanat (khazarerriget).
- 582 Det tyrkiske khaganat opsplittes nu officielt i det vestlige og det østlige khanat.
- 618 Tangdynastiet etableres i Kina.
- 630 Kineserne besætter det østtyrkiske khanat (= Mongoliet).
- 630-640 Kineserne underlægger sig Tarimbækkenet.
- 632 Muhammeds død giver startskuddet til skabelsen af det muslimske, arabiske rige.
- 642 Den sassanidiske shah Yazdigird bliver besejrer af araberne i slaget ved Nahavand.
- 642-651 Sassanideriget bryder sammen under pres fra arabiske krigstogter.
- 650 Khazarerne besejrer alanerne og bulgarerne, og indleder et herredømme over Kaukasus- og Volga-regionerne.
- 652 Araberne erobrer Khorasan for første gang.
- 659 Kinesiske styrker trænger ind i det vesttyrkiske khanat (= Transoxanien).
- 661 Skabelsen af umajjadernes kalifat i Damaskus indleder den sunni-shiitiske splid indenfor Islam.
- 667 Araberne besejrer Peroz, som blev den sidste, sassanidiske shah. Derefter trænger de over Oxus.
- 673-704 Arabiske togter over Oxus i forsøget på at erobre Bokhara og Sogd.
- 682 Tyrkerne gør oprør mod kineserne og genopretter det tyrkiske khanat i Mongoliet.
- 689 Araberne besætter Termez.
- 691 Det østtyrkiske khanat udvides til Tarimbækkenet.
- 705 Araberne under Qutayba ibn Muslim iværksætter en hellig krig fra Merv mod Transoxanien.
- 709 Araberne erobrer Bokhara og Samarkand.
- 711 Araberne erobrer Khiva.
- 712 Araberne underkuer Khwarezm og generobrer Samarkand.
- 713 Araberne plyndrer Kashgar.
- 714 Kineserne under kejser T'ai-tsong besejrer tyrkerne ved Issuk-kul søen.
- 715 Qutaiba dør, og det standser arabernes erobring af Transoxanien.
- 728 Araberne forsøger at tvangsomvende Transoxanien til Islam, men det fremkalder almindeligt oprør.
- 744 Uighurerne besejrer tyrkerne I Mongoliet og opretter Uighurriget.
- 748 Kineserne invaderer Ferganadalen.
- 749 Abbasiderne fratager umajjaderne kalifatet og flytter hovedstaden til Baghdad.
- 751 Araberne besejrer kineserne i slaget ved Talasfloden.
- Midten af det 8. århundrede Semirechye og den østlige Syr Darya kommer under Qarlukkernes herredømme, mes den vestlige Syr Darya bliver underlagt Oghuz (Ghuzz).
- Sidst i det 8. århundrede Uighurerne konverterer til manikæismen under Khan Mei-yu (759-80).
- 820 Tahiride emiratet opstår i Khorasan og får magtområde ind i Transoxanien.
- 840 I Mongoliet erstatter kirgiserne uigurerne, som flygter til Turfan, hvor de etablerer uigurernes kongerige.
- 867-869 Det shiitiske saffaridedynasti opstår i Persia.
- 874 Det persiske samanidedynasti skaffer sig kaliffens tilladelse til at administrere Transoxanien med hovedstad I Bokhara.
- 900 Samaniderne styrter saffariderne og udstrækker deres magt til hele Persien.
- 906 Tangdynastiet i Kina er slut.
- 924 De mongolske khitanere besejrer korgiserne.
- 932 Det tyrkiske Qarakhanidedynasti bliver oprettet I første omgang centreret omkring Kashgar.
- 955 Qarakhanider og uighurer konverterer fra buddhisme til islam under Satuq Bughra Khan.
- 962 Det tyrkiske Ghaznavidedynasti bliver oprettet i Afghanistan.
- 965 Fyrstendømmet Kievs hersker, Svjatoslav, knuser khazarernes politiske herredømme over de russiske stepper.
- 985 Seljukiske tyrker, der er den herskende stamme i oghuzfolket, udvandrer til egnen ved Bokhara.
- 986 I deres søgen efter en religion kontakter russerne nogle muslimske missionærer fra Khwarezm, men de beslutter dog, at de ikke vil give sig ind under islam.
- 988 Russerne konverterer til den ortodokse kristendom.
- Sent i det 10. århundrede De persiske buwayhider, der er pro-shiitiske, gør en ende på abbasidernes kalifat ved at skaffe sig kontrol med Irak og store dele af Iran.
- 999 Ghaznaviderne besejrer samaniderne i Khorasan, og qarakhaniderne erobrer Bokhara, samanidernes hovedstad.
- Tidligt i det 11. århundrede Ghaznaviderne udvider deres herredømme til Irak og Sind.
- Midten af det 11. århundrede Qarakhanidernes kejserrige bliver delt i to: en del, som består af det vestlige Turkestan, og en anden del, som omfatter det østlige Turkestan (Tarim-bækkenet).
- 1040 Seljukkerne besejrer ghaznaviderne i slaget ved Dandanqan.
- 1055 Under ledelse af Tüghral Beg erobrer seljukkerne abbasidernes hovedstad, Baghdad. Dermed styrter de buwayhidernes herredømme og danner i stedet selsjuksultanatet, som bliver kalifatets officielle beskytter.
- 1060 Det hedenske oghuzfolk, der var kendt i Byzans under navnet kumanerne, indvandrer til de russiske stepper.
- 1068 Kumanerne besejrer de sydrussiske fyrster.
- 1071 Under Alp-Arslan besejrer selsjukkerne den byzantinske kejser Romanus Diogenes i slaget ved Manzikert og oprettet det tyrkiske sultanat Rum i Anatolien.
- 1073 Selsjukkerne besejrer qarakhaniderne.
- 1092 Da den selsjukkiske sultan, Malik-Shah, dør, opdeles hans rige I tre dele: Nicaea (Anatolien), Hamadan (Persien) og Merv (Transoxanien og Khorasan).
- 1122 Russerne besejrer kumanerne.
- 1124 Det tungusiske folk, Juchen, fordriver de mongolske khitaner (Liaodynastiet: 916-1124) fra Kina og skaber qarakhitaistaten i Semirechje.
- 1137 Qarakhitai besejrer Qarakhaniderne (som nu er vasaller under Selsjukkerne) ved Khojent.
- 1140 Qarakhitai besejrer den selsjukkiske sultan Sultan Sanjar i slaget på Qatwan steppen og overtager dermed magten i Transoxianian.
- 1153 Oghuziske lejesoldater omstyrter selsjukkernes sultanat i Merv.
- 1155 (1162? 1167?) Djengiz Khan bliver født.
- 1157 Sultan Sanjar dør, og resterne af riget går i opløsning.
- 1194 Tüghril III, den sidste selsjukhersker i Persien, dør. Selsjukkerne mister magten i Iran, og de tyrkiske khwarezmiere i Transoxanien kommer til.
- 1206 Djengiz Khan bliver mongolernes khan.
- 1209 Mongolerne besejrer kirgiserne ved Jenisei og tvinger dem til at flygte sydpå ind i Tien Shan.
- 1209 Uighurerne under Barchuq underkaster sig mongolsk styre.
- 1210 Khwarezmierne besejrer Qarakhitai.
- 1215 Mongolerne plyndrer og brænder Peking.
- 1218 Mongolerne erobrer Semirechye og Tarim Bækkenet, og de besætter Kashgar.
- 1218 Den khwarezmiske shah Muhammed henretter mongolske udsendinge og sætter mongolernes vestvendte ekspansion i gang.
- 1219 Mongolerne går over floden Jaxartes (Syr-Darja) og indleder deres invasion i Transoxanien.
- 1220 Mongolerne erobrer Bukhara og Samarkand ved at besejre khwarezmierne.
- 1221 Mongolerne erobrer Khurasan og Afghanistan.
- 1223 I deres forfølgelse af khwarezmiernes shah møder mongolerne russerne ved floden Kalka, hvor de besejrer dem.
- 1227 Djengiz Khan dør og riget deles mellem hans arvinger: Batu (Kipchak Khanatet på den russiske steppe) og Chagatai (Chagatai Khanatet i Transoxanien, Tarim Bækkenet og Semirechye).
- 1231 Mongolerne besejrer det genoprettede khwarezmiske shahdømme.
- 1236 Mongolernes andet fremstød mod vest indledes.
- 1240 Kiev bliver erobret af mongolerne og Rusland kommer under mongolsk styre.
- 1242 Mongolerne standser deres fremtrængen mod vest ved Wiens porte.
- 1243 Mongolerne besejrer selsjukkerne i slaget ved Kösedagh.
- 1244 En gruppe af khwarezmiere på flugt fra mongolerne erobrer Jerusalem fra korsfarerne.
- 1249 Oprettelsen af det kipchak-tyrkiske mamelukdynasti i Ægypten.
- 1256 Det mongolske Il-Khan dynasti oprettes i Iran under Hülegü.
- 1258 Mongolerne ødelægger Baghdad og bringer abbasidekalifatet til en ende.
- 1260 Mamelukkerne slår mongolerne i Slaget ved 'Ayn Jalut. Kipchak khanatet opsplittet i den Hvide Horde og den Gyldne Horde. Det mongolske Yüan dynasti oprettes i Kina under Kublai Khan.
- 1270 Uighurernes kongerige lider nederlag til oprørere.
- 1284 Uighurernes kongerige underlægges Chagatai khanatet.
- 1294 Il-Khan dynastiet konverterer til to Islam under Ghazan Khan.
- 1299 Selsjuksultanatet i Anatolien opsplittes i små fyrstendømmer, men bliver efterhånden omdannet til det osmannisk tyrkiske emirat, der bliver grundlagt af Osman I (regeringstid: 1290-1326).
- 1303 Mamelukkerne standser den sidste mongolske invasion i Syrien.
- Tidligt i det 14. århundrede Chagatai khanatet deles i to: Transoxanien (vest) og Mogulistan (øst).
- 1313-1341 Fyrsterne af Den Gyldne Horde konverterer til Islam under Khan Uzbek (1282-1342).
- 1326 Chagataikhanen Tarmashirin konverterer til Islam.
- 1336 Afslutningen på Il-Khan dynastiet i Iran. Timur bliver født.
- 1346-1363 Chagatai khanen Tughlug Timur kommer til magten i Transoxanien.
- 1347 Genovesiske søfarere på rejse fra Krim fører pesten til Europa.
- 1363 Timur fordriver Khan Tughlug Timur og indsætter en stedfortrædende khan under sin kontrol.
- 1368 Afslutningen på Yüan dynastiet i Kina.
- 1369 Timur bliver enehersker i Transoxanien.
- 1377-1395 Khan Tokhtamysh regerer den Gyldne Horde.
- 1380 Russerne slår Khan Mamay af Den Gyldne Horde i Slaget ved Kulikova. Den Gyldne Horde sammensluttes med den Hvide Horde under navnet Den Gyldne Horde.
- 1380-1387 Timur erobrer Iran.
- 1382 Tokhtamysh plyndrer og afbrænder Moskva.
- Sent i det 14. århundrede Uighurs i Turfan konverterer til Islam.
- 1395 Timur besejrer Tokhtamysh, ødelægger den Gyldne Hordes hovedstad Saraj og Berke besætter Moskva for en kort periode.
- 1398 Timur besejrer Delhisultanatet.
- 1400 Timur besejrer mamelukkerne i Syrien.
- 1401 Timur ødelægger Baghdad.
- 1402 Timur besejrer den osmanniske sultan Bayezid I i Slaget ved Ankara.
- 1405 Timur dør.
- 1407-1447 Timurs søn, Shah Rukh (1377-1447), regerer i Herat.
- 1447-1449 Shah Rukhs søn, Ulugh Beg (1394-1449), regerer i Samarkand.
- 1408 Den tyrkiske folkegruppe, De sorte får”, etablerer et emirat i det vestlige Iran.
- Ca. 1430 En del af den Gyldne Horde river sig løs og skaber Krimkhanatet under Hajji Giray Khan.
- 1434 Oyrat (dvs. ”de vestlige”) mongoler kommer til magten i Jungaria.
- Tidligt i det 15. århundrede Uzbekerne flytter sydpå til Transoxanien under Abu al-Khayr (1413-69).
- 1445 En del af den Gyldne Horde river sig løs og skaber Kasan-khanatet.
- 1451-1469 Abu Sa'id (1424-69) af Timurs slægt regerer.
- 1453 De osmanniske tyrkere erobrer Konstantinopel.
- 1464 Fyrst Ivan III (den Store, som regerede 1462-1505) sender udsendinge til Abu Sa'id.
- 1466 En del af den Gyldne Horde river sig løs og skaber Astrakhan-khanatet.
- 1467 Den tyrkiske folkegruppe ”De hvide får” besejrer de Sorte Får i Iran.
- 1478-1506 Husain Bayqara (1438-1506) af Timurs slægt regerer i Herat.
- 1480 Storfyrst Ivan 3. af Moskva befrier sit land for mongolernes overherredømme og erklærer sig for zar af Rusland.
- 1490 Husain Bayqara sender udsendinge til Moskva.
- Sent i det 15. århundrede Kazakrigen bryder ud på de centralasiatiske stepper. Trafikken over land, herunder Silkeruten, lider under den øgede betydning af søhandelen.
- 1497 Babur (1483-1530), som er hersker i Fergana, erobrer Samarkand.
- 1500 Uzbekerne erobrer Samarkand under Muhammad Shaybani Khan (1451-1510) og fratager derved Timurs slægt magten over Transoxanien.
- 1501-1511 Babur og uzbekerne kæmper uafbrudt om kontrollen med Samarkand.
- 1502 Den Gyldne Horde lider endeligt nederlag til tatarernes Krimkhanat. Safavidedynastiet kommer til magten i Iran.
- 1504 Babur sætter sig fast i Kabul.
- 1506 Uzbekerne erobrer Bokhara.
- 1507 Uzbekerne erobrer Herat og afslutter Timur-dynastiet.
- 1510 Muhammad Shaybani Khan dør under slaget ved Merv mod safavideherskeren Shah Ismail. Det fører til skabelsen af shaybanidedynastiet i Transoxanien med hovedstad i Samarkand, selv om den politiske magt i stigende grad samles i Bokhara.
- Tidligt i det 16. århundrede Khojaerne kommer til magten i Kashgar, men deler sig senere i Aq-Taghliq (med hvide huer) og Qara-Taghliq (med sorte huer).
- 1514-1533 Khan Sayid regerer de østlige chagataider. Hovedstaden flyttes fra Ili til Kashgar.
- 1517 Osmannerne besejrer mamelukkerne og underlægger sig Egypten.
- 1522 Babur erobrer Qandahar.
- 1526 Babur erobrer Delhi og grundlægger Mogulriget i Indien.
- 1552 Ivan IV (den Grusomme, regeringstid: 1533-84) nedkæmper Kasankhanatet.
- 1556 Ivan IV besejrer Astrakhankhanatet.
- 1557-1598 Abdullah Khan II (1533-98) regerer som den sidste og største shaybanidehersker i Bukhara, .
- 1558 De første russiske handelsforbindelser med Transoxanien oprettes under ledelse af Anthony Jenkinson.
- 1563-1598 Kuchum Khan regerer som den sidste shaibanidehersker i det sibiriske khanat.
- 1570 Oyratmongolerne når deres magts højdepunkt i Dzungariet og Mongoliet.
- 1571 Krimtatarerne plyndrer Moskva.
- Sent i det 16. århundrede Kasakriget deles i tre horder: den Store Horde (øst), den Mellemste Horde (centrum) og den Lille Horde (vest).
- 1584 Yermak, den russiske kosakleder, besejrer Kuchum Khan i slaget ved Tobolfloden.
- 1598 Astrakhanidedynastiet, der er forbundet med shaybaniderne gennem ægteskab, arver magten i Transoxanien, men har deres magtbase i Bukharakhanatet.
- 1619-1621 De første diplomatiske kontakter mellem Moskva og Bukhara.
- Tidligt i det 17. århundrede Kalmykkerne, der er en del af Oyrat stammeforbundet, udvandrer fra Jungaria til Volgaegnene.
- 1643 Oyrater, som blev i Jungaria, erobrer Semirechye.
- 1644 Qing-dynastiet med manchuriske herskere oprettes i Kina.
- 1645 Russerne når Stillehavet.
- 1680'erne Sammenstød mellem russiske og kinesiske tropper i Manchuriet.
- 1680-1718 Khan Teuke regerer de genforende, kazakiske horder.
- 1687 Shaybanidernes styre i Khiva ophører.
- 1689 Nertjinsktraktaten mellem Rusland og Kina afslutter grænsestridighederne i Manchuriet.
- Tidligt i det 18. århundrede Oyratforbundet fører togter mod kazakkerne.
- 1715 Den første russiske militærekspedition ud på den kasakiske steppe under Peter den Store.
- 1717 Den første russiske militærekspedition til Khiva fører til, at zarens tropper bliver massakreret.
- 1718 Oyratforbundet besejrer kasakkernes Mellemste Horde nord for Balkash søen.
- 1722 Afghanerne invaderer Iran og bringer Safavidedynastiet til fald.
- 1723-1725 Kalmykker og Oyratforbundet føret togter ind i det nordlige Transoxanien.
- 1729 Nadir Qoli Beg (senere kendt som Nader Shah) driver afghanerne ud af Iran.
- 1731 Kasakkernes Lille Horde accepterer russisk overhøjhed.
- 1732 Nadir Qoli Beg indtager Herat.
- 1734 Det russiske fort Orenburg grundlægges.
- 1739 Nadir Shah indtager Ghazna og Kabul og besætter Delhi.
- 1740 Kasakkernes Mellemste Horde accepterer russisk overhøjhed.
- 1740-1747 Nadir Shah invaderer og behersker derefter Transoxanien.
- 1742 En del af kasakkernes Store Horde accepterer russisk overhøjhed.
- 1747 Durranidynastiet etableres i Afghanistan. Uzbekernes Mangitdynasti begynder opstigningen til magten i khanatet Bukhara.
- 1757 Kineserne besejrer Oyratforbundet i Dzungariet.
- 1759 Kineserne erobrer Tarimbækkenet, hvad der udløser khojafolkets flugt mod Kokand.
- 1763 Uzbekernes Kungratdynasti begynder opstigningen til magten i khanatet Khiva (eller Khorezm).
- 1768 Det østlige (kinesiske) Turkestan omdøbes officielt til Xinjiang" af kineserne.
- 1771 Kineserne forsøger at bringe kasakkerne ind i et vasalforhold. Nogle kalmykker vandrer hjem til Dzungariet og Ilidalen fra Volgaegnene.
- 1782 Krimtatarernes khanat underlægges Rusland.
- 1784 Mangitdynastiet efterfølger Astrakhandynastier som herskere over khanatet Bukhara og tager titlen emir.
- 1798 Etableringen af uzbekernes khanate Kokand.
- 1804 Kungratdynastiet (i Khiva) antager titlen khan.
- 1820-1828 Khojafolket gør oprør mod kinesisk styre i Tarimbækkenet.
- 1822 Khanatet Kazakkernes Mellemste Horde afskaffes af Rusland.
- 1824 Khanatet Kazakkernes Lille Horde afskaffes af Rusland.
- 1826 Barakzai-dynastiet oprettet i Afghanistan.
- 1820'erne-1840'erne Kazakkerne gør oprør mod det russiske styre.
- 1837-1846 Kazakkernes modstand mod russisk styre ledet af Kenesary Kasimov (1802-47).
- 1839-1842 Den første opiumskrig slutter med Kinas nederlag til vestmagterne. Samtidig fører den første anglo-afghanske krig til, at briterne erobrer Kabul og Qandahar.
- 1842 Emir Nasrullah af Bukhara beordrer fængsling og henrettelse af de engelske udsendinge, Stoddart and Conolly.
- 1843-1847 De seks Khojagruppers oprør i Altishahr.
- 1848 Khanatet Kazakkernes Store Horde afskaffes af Rusland.
- 1850-1864 Taipingoprøret i Kina.
- 1854 Russerne grundlægger Alma-Ata (dengang: Fort Vernoe).
- 1855 Rusland lider nederlag i Krimkrigen. Kazakstan kommer under fuldstændig, russisk kontrol. Grænsen løber fra nu af mellem Aralsøen og Issyk Kul.
- 1855-1873 Muslimske oprør i de kinesiske Yunnan- og Shaanxiprovinser.
- 1857 Khojafolket gør oprør i Altishahr.
- 1857-1860 Kina lider atter nederlag i den anden opiumskrig.
- 1864 Yaqub Beg (ca. 1820-77) skaber en selvstændig stat i Altishahr.
- 1865 Russerne skaber provinsen Turkestan, og de erobrer Tashkent.
- 1867 Russerne skaber generalguvernatet Turkestan med Tashkent som hovedstad.
- 1868 Russerne skaber generalguvernatet den Kazakiske Steppe med Orenburg som hovedstad.
- Maj 1868 Russerne erobrer Samarkand.
- Juni 1868 Khanatet Bukhara bliver et russisk protektorat.
- 1869 Russerne opretter et fort nær Krasnovodsk ved det Kaspiske hav.
- 1871 Russiske styrker besætter Ili-dalen.
- August 1873 Khanatet Khiva bliver et russisk protektorat.
- 1876 Kokand-khanatet bliver annekteret af Rusland. Kineserne indleder deres generobring af Xinjiang.
- 1877 Queen Victoria udråbes som "Kejserinde af Indien". Yaqub Beg dør af forgiftning.
- 1878 Kashgar bliver erobret af kinesiske styrker under Tso Tsung-t'ang. Berlinkongressen standser videre russisk indtrængning i Afghanistan.
- 1878-1880 Den anden anglo-afghanske krig.
- 1880 Bygningen af den Trans-kaspiske jernbane indledes.
- Januar 1881 Russiske tropper nedslagter turkmenerne i slaget ved Gok-Tepe, og den transkaspiske provins bliver skabt.
- 1881 Traktaten i Sankt Petersborg mellem Rusland og Kina fører til, at Ili-dalen gives tilbage til Kina.
- 1884 Russerne indfører amerikansk bomuld i Turkestan. Russerne erobrer Merv oasen og fuldfører dermed erobringen af Turkestan. Xinjiang bliver officielt en kinesisk provins.
- 1885 Muslimsk oprør i Ferganadalen mod russisk styre. Den transkaspisk jernbane når frem til Merv.
- 1887 Grænsen mellem Afghanistan og russisk Turkestan fastlægges.
- 1888 Den Trans-kaspiske jernbane når frem til Samarkand.
- 1890-1892 Store antal russiske og ukrainske nybyggere indvandrer til den kazakhiske steppe.
- 1892 Oprør i Tashkent på grund af en koleraepidemi.
- 1898 Muslimske oprør mod russerne i Andijan.
- 1900 Rusland annekterer det østlige Pamir.
- 1905 1905-revolutionen i Rusland. Den russisk-japanske krig.